# Return of the Invaders
Return of the Invaders (リターン•オブ•ザ•インべーダー?, Ritān obu za Inbēdā) è uno sparatutto a schermata fissa per arcade, sviluppato da UPL e pubblicato dalla Taito nel 1985. Fa parte della serie di Space Invaders ed è il terzo capitolo in ordine di produzione, nella quale stati aggiunti vari sistemi come potenziamenti e livelli impegnativi.
Il titolo non ebbe alcuna conversione a suo tempo, ma venne emulato e incluso all'interno di Taito Legends, raccolta per PlayStation 2, Xbox e PC.

## Modalità di gioco
Il gameplay è tale e quale Space Invaders. Il giocatore controlla la torretta "XEROVY" con il joystick a due direzioni e usa il pulsante d'attacco per sparare agli invasori che scendono nelle varie formazioni. La partita termina quando tutte le torrette vengono distrutte o quando un solo invasore occupa la parte inferiore dello schermo, indipendentemente dal numero di vite rimaste. Ci sono venti livelli in totale, i quali vengono ripetuti ciclicamente fino al numero 99, dopodiché si riparte dal primo.
Quando alcuni invasori vengono colpiti, verranno buttati fuori dalla formazione e cadranno, ma se il giocatore li colpisce di nuovo riceve punti bonus. Minore è l'altitudine a cui li abbatte, maggiore sarà il punteggio.
La "XERO-GUARD", che corrisponde ai fortini del gioco originale, non può più essere parzialmente distrutta e perderà la sua durata dopo essere stata colpita da un certo numero di proiettili propri o nemici, oppure verrà completamente distrutta se un l'invasore lo tocca anche leggermente. Tuttavia, solo la parte di collegamento sul lato destro del centro può essere parzialmente distrutta e, colpendo solo questa parte con il tuo proiettile e rompendola, puoi creare un foro verticale. A seconda della fase, essa si muove avanti e indietro da un lato all'altro, scorrendo a intervalli regolari.

## Accoglienza
In Giappone, la rivista Game Machine elencò Return of the Invaders nel numero del 15 aprile 1985 come il gioco arcade di maggior successo del mese.
Nel complesso però non ebbe il successo che gli operatori si aspettavano, forse per la difficoltà o per il formato troppo datato.